# Сивилетти, Бенджамин
Бенджамин Ричард Сивилетти (англ. Benjamin Richard Civiletti; 17 июля 1935 — 16 октября 2022) — американский юрист, генеральный прокурор США (1979—1981).

## Биография
Сивилетти родился 17 июля 1935 года в Пикскилле. В 1957 году окончил Университет Джонса Хопкинса, а затем учился в Юридической школе Колумбийского университета и в Высшей школе права Университета Мэриленда в Балтиморе. В 1977 году Сивилетти стал помощником генерального прокурора США, а через год его заместителем. В 1979 году сам занял высшую должность в министерстве юстиции США и пробыл генпрокурором до 1981 года. Сивилетти — первый генеральный прокурор США итало-американского происхождения.

## Личная жизнь
В 1958 году Сивилетти женился на Гейл Л. Лундгрен. У пары родилось трое детей: Бенджамин, Эндрю и Линн.